# Veselí (Pardubicei járás)
Veselí település Csehországban, a Pardubicei járásban. Veselí Valy, Bezděkov, Přelouč, Jedousov és Choltice településekkel határos. Lakosainak száma 396 fő (2024. január 1.).

## Népesség
A település lakosságának változását az alábbi diagram mutatja:
| Lakosok száma | 327  | 344  | 293  | 311  | 314  | 296  | 365  | 360  | 365  | 396  |
|               | 1869 | 1890 | 1921 | 1950 | 1980 | 2001 | 2017 | 2019 | 2022 | 2024 |